# ام‌اس اورانج
ام‌اس اورانج (به انگلیسی: MS Oranje) یک کشتی بود که طول آن ۶۷۲٫۴ فوت (۲۰۴٫۹ متر) بود. این کشتی در سال ۱۹۳۸ ساخته شد.